# Muzeum Najmniejszych Książek Świata Zygmunta Szkocnego
Muzeum Najmniejszych Książek Świata Zygmunta Szkocnego przy ul. Traktorzystów 5 w katowickiej dzielnicy Piotrowice to wystawa stała poświęcona twórczości Zygmunta Szkocnego. Zgromadzone tam zbiory przedstawiają miniaturowe wersje wybitnych dzieł Literatury Polskiej. Wystawa funkcjonuje od 1970 roku w prywatnym domu, w którym żył i tworzył autor.
Zgromadzono w nim 87 egzemplarzy spośród 165 miniaturowych dzieł, w tym najmniejsza z nich : Alfabet łaciński o wymiarach 0,8 na 1 milimetr, który jako rekordzista trafił do Księgi rekordów Guinnessa.
Każda z książek prezentowanych w muzeum posiada oprawę stworzoną przez twórcę zgodnie z zasadami introligatorskimi oraz jest umiejscowiona na postumencie z dokładnym opisem dzieła zawierającym informację o wymiarach książki, liczbie znaków, liczbie stron. 
Tematem dzieł są życiorysy sławnych ludzi, nagrodzonych nagrodą Nobla oraz sławne wydarzenia.